# 五郎兵衛用水
五郎兵衛用水（ごろべえようすい）は、長野県佐久市（旧 五郎兵衛新田村）を流れる用水路。市川五郎兵衛真親（いちかわ ごろべえ さねちか、元亀2年〈1571年〉頃 - 寛文5年〈1665年〉9月9日）が新田開発の一環として開削し、寛永8年（1631年）頃に完成した。水源は蓼科山の湧水。疏水百選、かんがい施設遺産。

## 逸話
- 用水路のトンネル工事中、作業員の耳に美しい神楽の音色が届いた。作業員が坑外に出てみると、その瞬間に内部が崩壊したが、この神楽のおかげで難を逃れた。五郎兵衛は着工前に、伊勢神宮に使いを出し、安全祈願を行っていた。その後も毎年代参にて伊勢参りを続けたという[3]。
- 上原地区では水路の漏水が問題となっていた。伊勢の神に真綿を奉納し、残った真綿を持ち帰り、水路に流してみた。すると漏水個所が発見でき、修理することができた。そこで水路の起点を「大神口」、付近の田を「大神面」と名付け、この田の収穫を祭典費用に充てることとした[4]。
- 五郎兵衛は用水工事の途中、資金調達に苦しんだ。人夫を集めるため、千両箱を馬に乗せて運ばせた。ただし、この千両箱の中身は貨幣ではなく、石であった[5]。
- 矢島地区を流れる水路のそばにあるナンジャモンジャの木（和名：ハリモミ、俗称：ヤニダレ）は、五郎兵衛が実家から移植したもの[6]。
- 五郎兵衛邸の池の傍らに「化け石」という石があり、これが池の主だと言われた。五郎兵衛を快く思わない小諸藩士は、邸宅に押しかけて化け石に座り五郎兵衛を詰問。しかし、五郎兵衛が徳川家康の朱印状を見せたことで、彼らの面目は丸つぶれとなった[7]。
- 八幡地区に「一夜土手」があった。着々と進む新田開発が八幡村まで及ぶのを防ぐため、村人らが一夜のうちに築いたもの[8]。

## ギャラリー

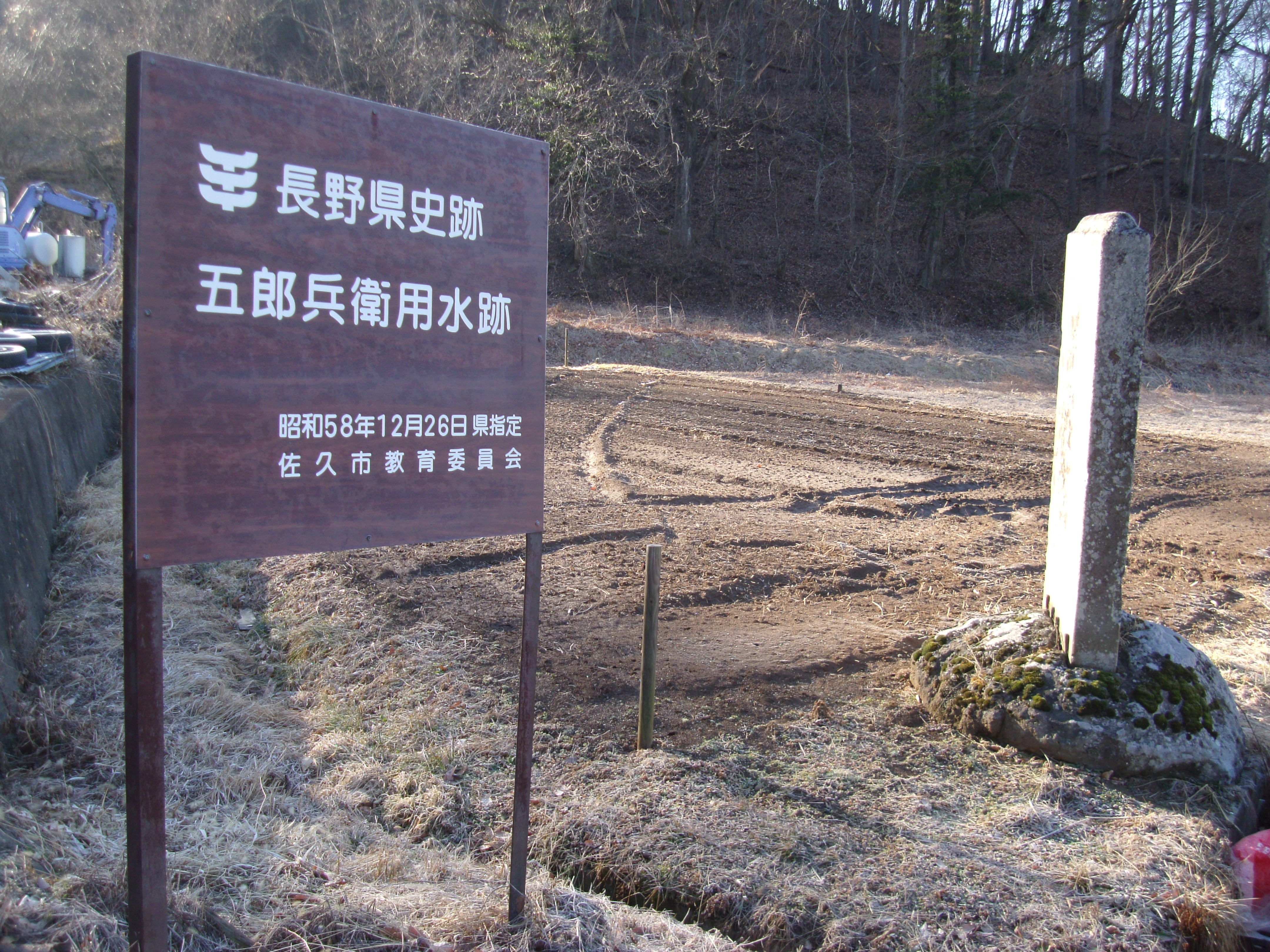
五郎兵衛用水跡碑
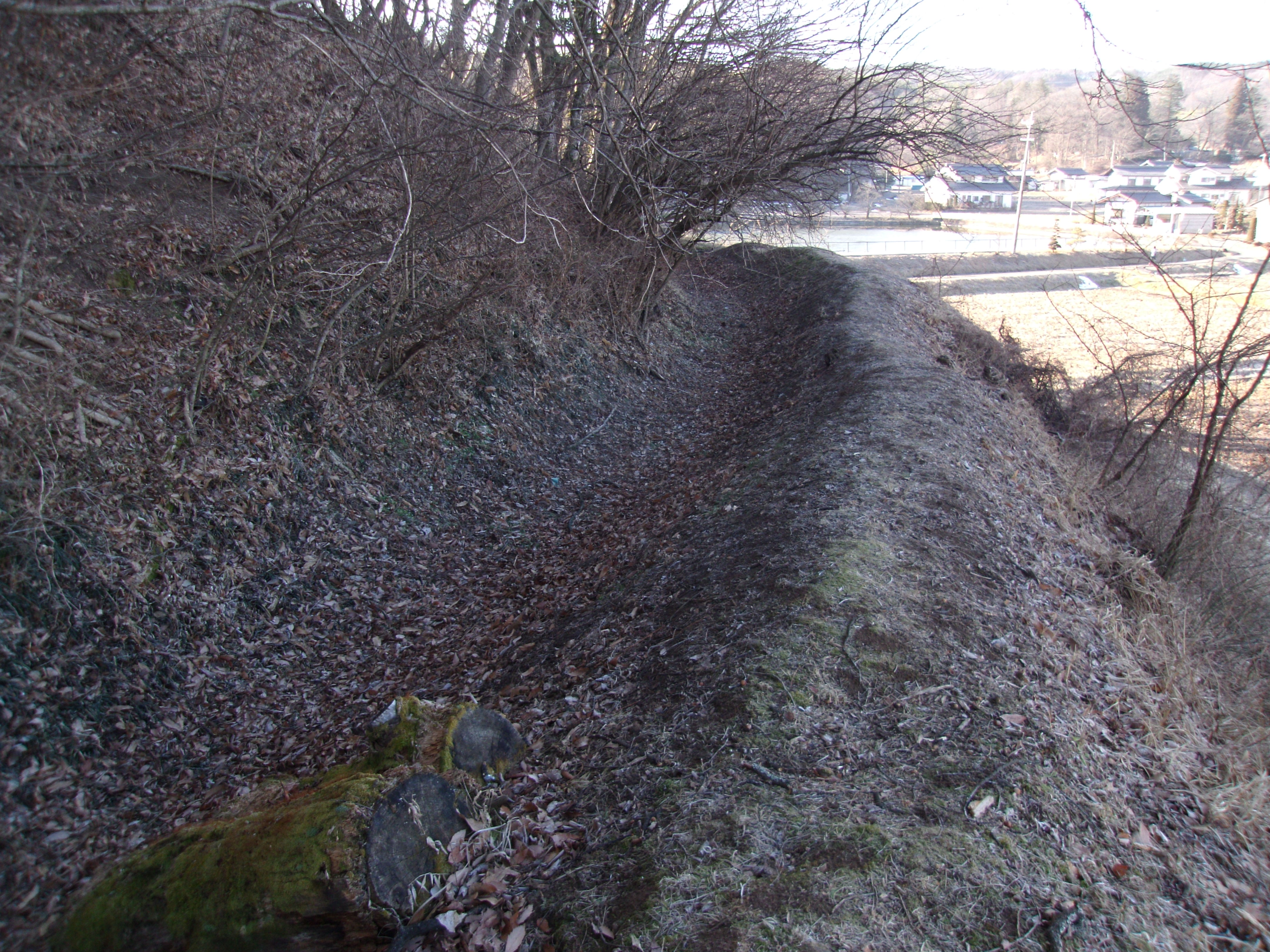
五郎兵衛用水旧流路
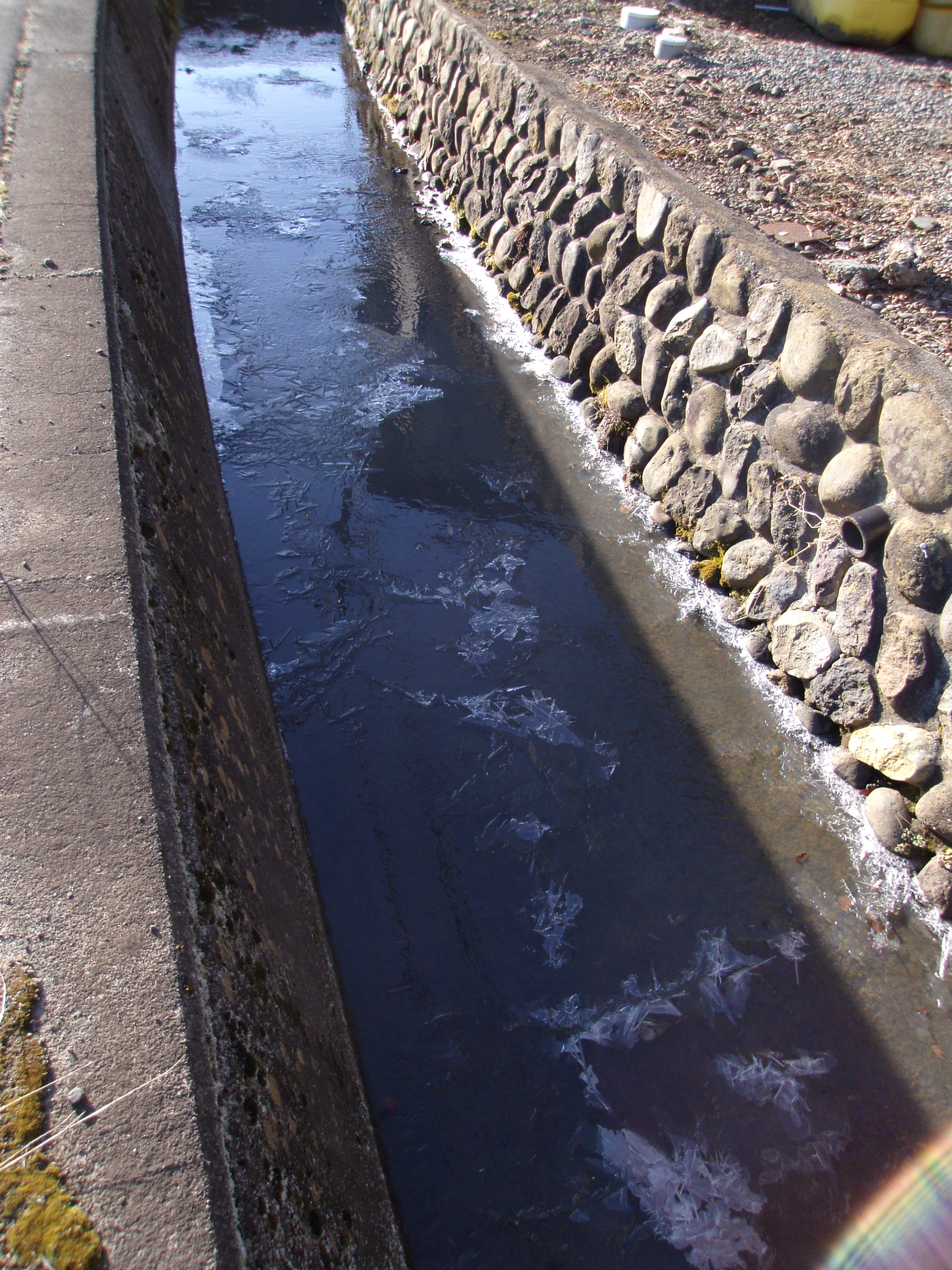
現在の五郎兵衛用水の一端
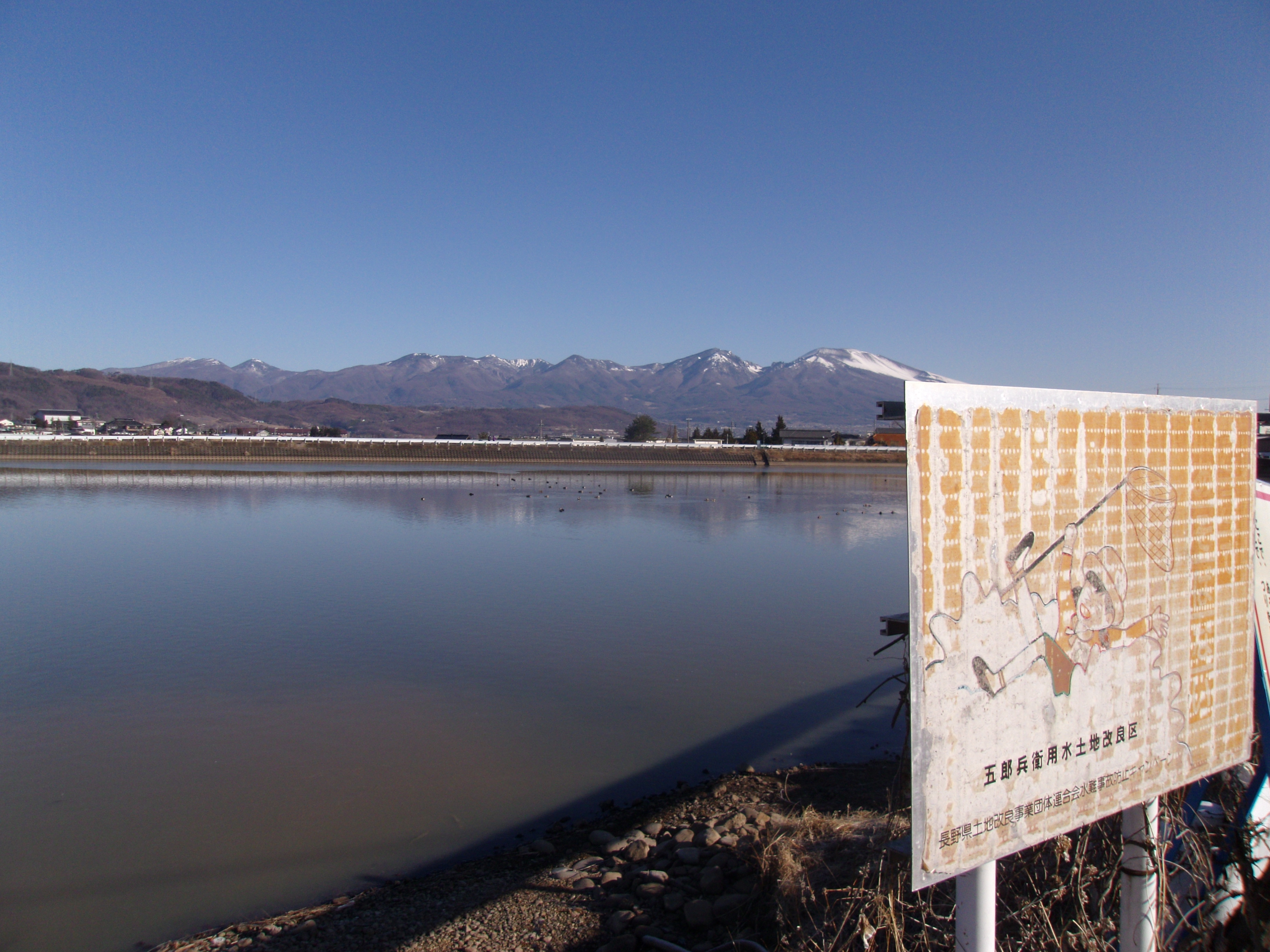
五郎兵衛用水が湛えた浅科大池
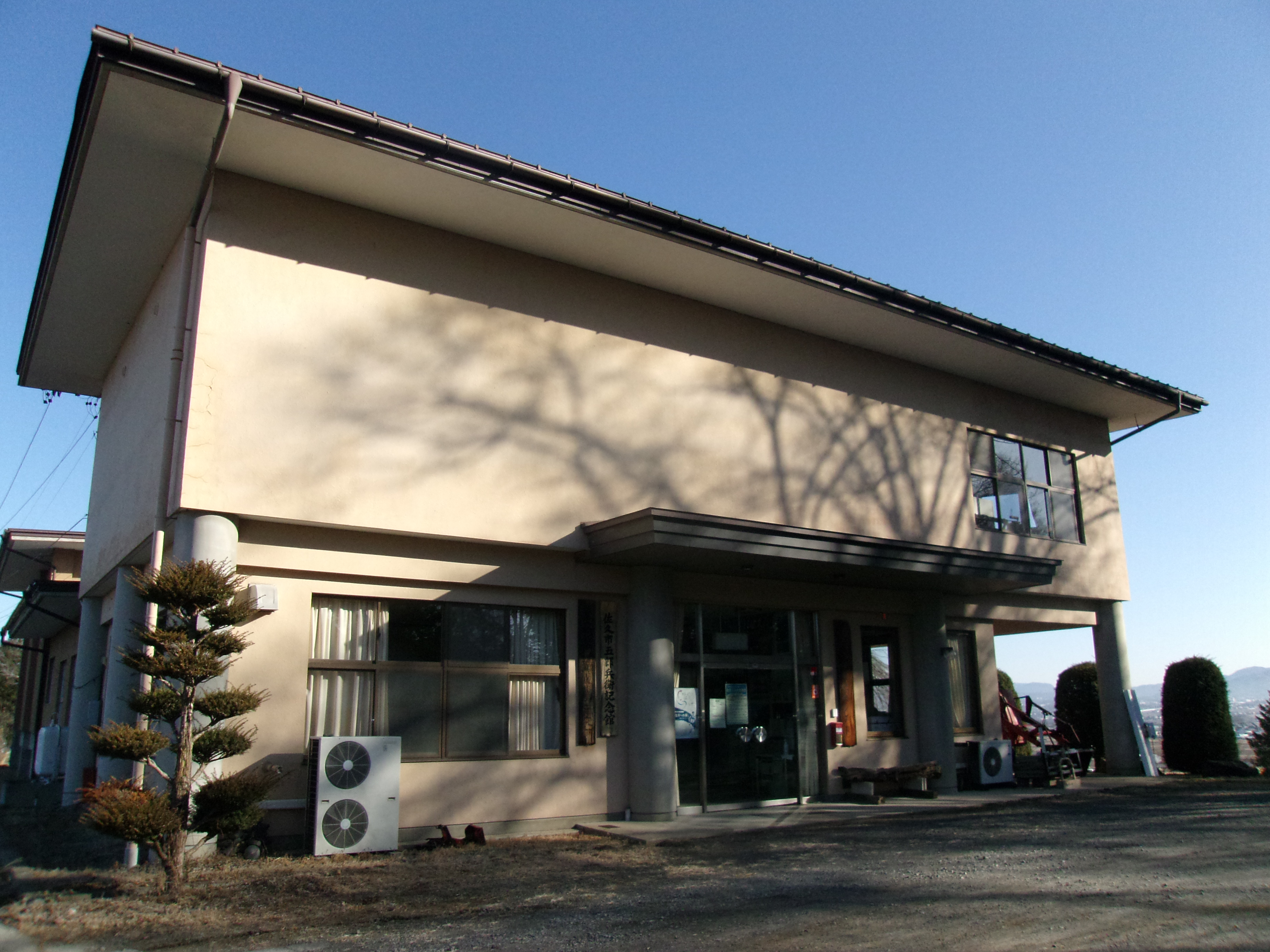
五郎兵衛用水記念館